# Скорик Семен
Скорик Семен (1855 року в м. Ізюмі Харківської губернії — початку XX ст. Костянтиноград (тепер м. Красноград) Харківської області)

## З життєпису
Двоюрідний брат полтавського кобзаря Дмитра Скорика. Учень зіньківського кобзаря Хведора Холодного. Кобзарював довгий час в Ізюмському і Барвінківському повітах, але, урешті-решт оселився в Костянтинограді. Незрячі кобзарі говорили П. Мартиновичу, що Хведір Холодний «здав свою гру» Семенові Скорику з Харківської губернії. Той «забрав його гру». Помер С. Скорик на початку XX ст. у Костянтинограді (тепер м. Красноград Харківської області)